# Мечтата на Тъкър
„Мечтата на Тъкър“ (на английски: Tucker: The Man and His Dream) е американска драма от 1988 година на режисьора Франсис Форд Копола.

## Сюжет
Престън Тъкър е американски изобретател, чиято гениалност в автомобилния дизайн заплашва благополучието на индустриалните гиганти в САЩ и на политиците, които лобират за тях. Тъкър е въвел в производство още през 40-те години на миналия век първите колани и дисковите спирачки, които се използват и в наши дни. Тъкър е създал една от най-интересните американски коли. Неговата легендарна машина - Tucker 48 е била произведена в едва 50-на екземпляра.
Престън Тъкър е работил с Хенри Форд върху състезателния му автомобил, с който бащата на серийното производство "пробива” в този бизнес. По-късно става известен със създадения от него лек, но брониран военен автомобил с картечници и за противовъздушна отбрана. Бонираната машина на Тъкър не била взета на въоръжение в щатската армия, защото е била … по-бърза от танковете.

## В ролите
| Изпълнител      | Роля                   |
| --------------- | ---------------------- |
| Джеф Бриджис    | Престън Тъкър          |
| Джоан Алън      | Вера Тъкър             |
| Мартин Ландау   | Ейб Карац              |
| Фредерик Форест | Еди Дин                |
| Крисчън Слейтър | Престън Тъкър-младши   |
| Елиас Котеас    | Алекс Тремулис         |
| Дон Новело      | Стан                   |
| Нина Семашко    | Мерилин Ли Тъкър       |
| Мако            | Джими Сакуяма          |
| Дийн Стокуел    | Хауърд Хюз             |
| Лойд Бриджис    | сенатор Хомър Фергюсън |